# John Hopkinson
Pour les articles homonymes, voir Hopkinson.
John Hopkinson (28 juillet 1849 - 27 août 1898) est un physicien anglais.
Hopkinson est devenu célèbre grâce à ses travaux sur les applications de l'électricité et du magnétisme sur des sujets tels que les dynamos et les électroaimants. Il est également le découvreur de l'effet Hopkinson.
L'équivalent magnétique de la loi d'Ohm porte son nom : Formule de Hopkinson.